# Arnaud Coyot
Arnaud Coyot, né le 6 octobre 1980 à Beauvais et mort accidentellement le 24 novembre 2013 à Amiens, est un coureur cycliste français, professionnel de 2003 à 2012.

## Biographie
Arnaud Coyot totalise deux victoires dans sa carrière professionnelle et s'est distingué en terminant 10e de Paris-Roubaix 2005. Il s'est blessé dans une grosse chute à l'arrivée de la quatrième étape du Tour de Suisse 2010, le privant d'une participation au Tour de France.
Alors qu'il dispose d'un accord pour rejoindre Accent Jobs en 2013, Coyot décide finalement de mettre un terme à sa carrière en fin d'année 2012 en raison de douleurs récurrentes à un genou.
Il meurt à Amiens dans l'après-midi du dimanche 24 novembre 2013, après un accident de voiture survenu le matin même à Allonne, dans l'Oise.
L'accident survient vers six heures du matin après une nuit que trois amis cyclistes passent en discothèque. Au cours de la soirée, le conducteur de 28 ans boit deux bières puis deux vodkas, à la suite de quoi il pense être en état de conduire, alors que son taux d'alcool de 0,47 milligrammes d'alcool par litre d'air expiré, est supérieur à la limite légale autorisant 0,25 milligrammes. Roulant à une vitesse excessive de 70 km/h sur une route limitée à 50 et gêné par une visibilité réduite par la brume — sur une route qu'il connaît — il n'arrive pas à négocier un virage et s'engage sur un chemin de terre couvert de graviers sur lesquels il ne peut pas freiner. Le véhicule heurte alors une barrière métallique.
La famille d'Arnaud Coyot décide au lendemain de son décès d'ouvrir un site internet en sa mémoire.

## Palmarès sur route

### Palmarès amateur
- 2001
  - 2e étape du Tour du Loiret
  - 2e étape de la Ronde de l'Oise
- 2002
  - Ronde du Canigou
  - 2e du Tour d'Eure-et-Loir

### Palmarès professionnel
- 2003
  - Baltic Open-Tallinn GP
- 2004
  - 3e de l'EOS Tallinn GP
- 2005
  - 10e de Paris-Roubaix
- 2006
  - Classic Haribo
- 2008
  - 2e du championnat de France sur route

### Résultats sur les grands tours

#### Tour de France
- 2006 : 129e
- 2008 : 115e
- 2009 : 115e
- 2011 : 148e

#### Tour d'Espagne
- 2004 : abandon (11e étape)
- 2005 : 112e

### Classements mondiaux
| Année              | 2005 |
| ------------------ | ---- |
| Classement ProTour | 168e |

## Palmarès sur piste

### Championnats de France
- 2000
  - 3e de la course aux points espoirs